# François Seydoux de Clausonne

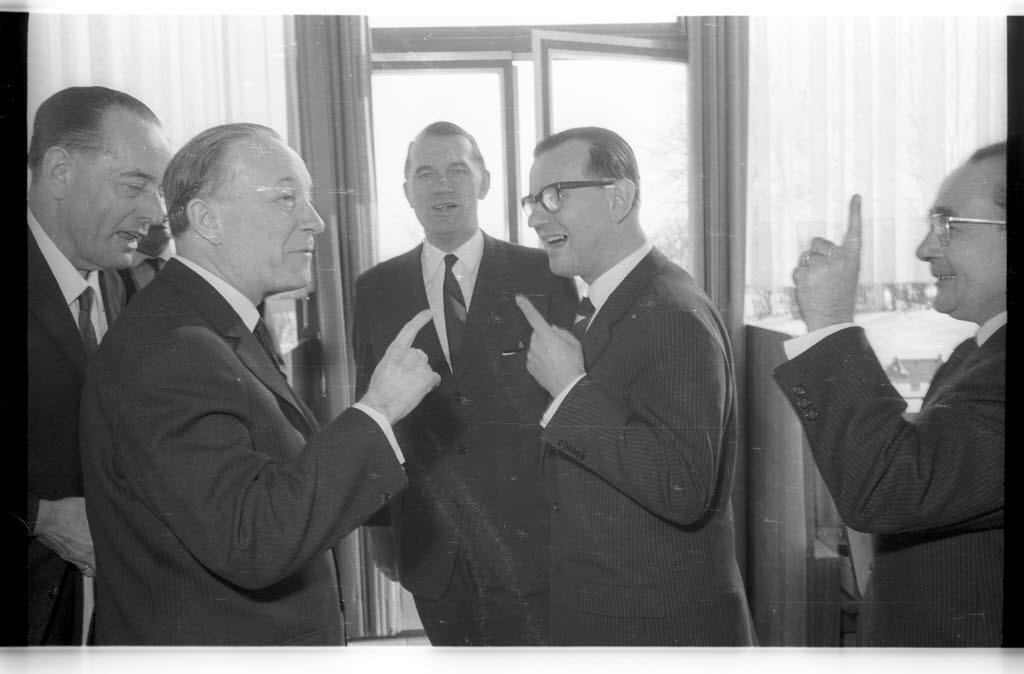
François Seydoux de Clausonne (2. v.l.) bei einem Empfang der Deutsch-Französischen Gesellschaft (1966)

François Louis Auguste Seydoux Fornier de Clausonne (* 15. Februar 1905 in Berlin; † 30. August 1981 in Paris) war ein französischer Diplomat.

## Leben
Seydoux de Clausonne, Sohn des französischen Diplomaten Jacques Seydoux, studierte in Paris Philosophie und Rechtswissenschaften und trat 1928 in den diplomatischen Dienst ein.
Ab 1933 diente er als Sekretär in der französischen Botschaft in Berlin. Von hier wechselte er 1936 in das französische Außenministerium, um dort die Leitung der Deutschland-Abteilung zu übernehmen. Nach der deutschen Besetzung Frankreichs schloss sich Seydoux 1942 der Résistance an.
Nach Kriegsende leitete er von 1949 bis 1955 im französischen Außenministerium die Europaabteilung. Ab 1956 war er als französischer Botschafter tätig, zunächst in Wien und von 1958 bis 1962 sowie von 1965 bis 1970 in Bonn.
Seydoux de Clausonne war maßgeblich am Zustandekommen des Élysée-Vertrags beteiligt.

## Ehrungen
Für seinen Beitrag zur europäischen Integration wurde er 1970 mit dem Internationalen Karlspreis der Stadt Aachen ausgezeichnet.